# نورمان سيباستيان
نورمان سيباستيان (بالإنجليزية: Norm Sebastian)‏ هو مذيع طقس أمريكي، ولد في 19 يونيو 1956 في نورتش في المملكة المتحدة، وتوفي في 22 ديسمبر 2000 في ميشيغان في الولايات المتحدة.